# Franz Karl Achard
Franz Karl Achard (n. 28 aprilie 1753 - d. 20 aprilie 1821) a fost un chimist, fizician și biolog german din Prusia. În 1778, Franz Karl Achard a fost ales ca membru al Academiei Leopoldine. 
Este cunoscut pentru descoperirea metodei de extracție a zahărului din sfecla de zahăr.
În 1801, cu sprijinul regelui Frederic Wilhelm al III-lea, a pus bazele primei fabrici de extracție a zahărului lângă Steinau, Silezia.
1. 1 2  Franz Karl Achard, www.accademiadellescienze.it, accesat în 1 decembrie 2020
2. 1 2 3  Autoritatea BnF, accesat în 10 octombrie 2015
3. 1 2  Czech National Authority Database, accesat în 23 noiembrie 2019
4. 1 2  Franz Karl Achard, SNAC, accesat în 9 octombrie 2017
5. 1 2  Franz Karl Achard, Brockhaus Enzyklopädie, accesat în 9 octombrie 2017
6. 1 2  www.accademiadellescienze.it, accesat în 1 decembrie 2020
7. ↑  „Franz Karl Achard”, Gemeinsame Normdatei, accesat în 10 decembrie 2014